# Jesselynn Desmond
Pour les articles homonymes, voir Desmond.
Jesselynn Desmond est une actrice, productrice et scénariste américaine, née le 21 mai 1978 à Palm Springs en Californie.

## Filmographie
actrice
- 2003 : Nines (court métrage)
- 2003 : Ghosts of Genius : Janis Joplin
- 2003 : N.B.T. : la troisième fille de la soirée dansante
- 2003 : Boogie with the Undead : C.T.
- 2004 : Y.M.I. : Candy
- 2004 : HotRthnHell (court métrage) : Jessie
- 2005 : Opie Gets Laid : Rain
- 2005 : Bar Noise (court métrage) : Tina
- 2006 : A-List : l'assistante du casting
- 2006 : Flavor of Love (série télévisée) :
- 2007 : I-Nasty (court métrage) : Daisy
- 2007 : The Hood Has Eyez : Susan
- 2008 : Talking to Strangers
- 2009 : Horno : Samantha Good Head
- 2009 : Do Not Disturb : Gwen
- 2010 : Agent 1000 (court métrage) : la néanderthalienne #2
- 2010 : The Overnight : Gwen
- 2010 : The Hanged Man (court métrage) : la muse de la forêt
- 2011 : The Light of Love
- 2012 : Monday Morning : Passerby
- 2012 : Worst Album Covers Ever: The Brailettes (court métrage) : Jackie
- 2014 : Penis Envy (court métrage) : doctoresse Ann Wiess
- 2016 : Ava's Impossible Things : Leslie / Lumi

productrice
- 2011 : Storage Hunters (série télévisée)
- 2012 : Worst Album Covers Ever: The Brailettes (court métrage)

scénariste
- 2012 : Worst Album Covers Ever: The Brailettes (court métrage)